# 山・海・漬
『山・海・漬』（さんかいづけ）は、岩手めんこいテレビで毎週土曜日の夕方に放送されているテレビ番組。ハイビジョン制作。

## 概要
1996年10月14日に放送開始。タイトルは、山と海の二つの自然が豊富な岩手を漬物の「山海漬」になぞらえている。同局の自社制作番組では放送20年を超える唯一の長寿番組。2019年9月7日に放送1000回を迎えた。開始当初は月曜日の19:30 - 20:00に放送。その後、1999年4月に現在の時間帯へ放送枠を移している。
岩手県民の知的好奇心をくすぐる内容で支持を集め、2009年1月10日の放送では視聴率20.3%を記録した。岩手在住の朗読家・演出家の小野寺瑞穂らによるナレーションも番組の味となっている。
内容は週替わりで、毎週一人（一組）のレポーターが登場。ドライブ情報やグルメ情報を紹介したり、散策を通してその街の魅力を探ったりと、さまざまな企画が用意される。県庁所在地である盛岡市周辺を取り扱うことが多いが、県下一帯はもちろんのこと、秋田県など隣県に足を伸ばすこともある。
暖簾をモチーフとしたオープニングタイトルCG、パーカッションだけで演奏されるテーマ曲は放送開始から現在まで、一貫して同じものが使われている。
放送初期には、司会者による番組内容に関するスタジオ進行部分があった。現在はオールロケで通常放送では固定された出演者はいない。その一方スペシャル版などでまれにスタジオでの司会進行が行われることもある。
デジタルハイビジョン放送開始後、不定期に、レポーターが登場せず、県内の名勝史跡や伝承文化などをじっくり紹介する企画「岩手遺産」が放送されていた（2017年まで）。
2022年4月より、兵庫県の独立局、サンテレビジョンでの放送が開始以降、関西圏でネットする例が増えている。

## 放送時間
| 期間           | 期間          | 放送時間（JST）    |
| -------------- | ------------- | ------------------ |
| 1996年10月14日 | 1999年3月22日 | 月曜 19:30 - 20:00 |
| 1999年4月10日  | 現在          | 土曜 18:30 - 19:00 |

備考
- 2007年4月からは、土曜未明（金曜深夜）に再放送を開始。当初は1時間枠で、直近の内容と約1年前の内容の2部構成だったが、2015年4月以降は前者のみの放送となり、土曜未明での再放送は2020年3月28日に終了。2日後の3月30日からは月曜から水曜の夕方に週3回再放送を行う。月曜は約2年前の内容、火曜は約1年前の内容、直近の回は水曜に編成。
- 2017年4月6日から2018年3月29日までは、木曜夕方に『山・海・漬 傑作選』のタイトルで、セレクション放送を行った。直後に放送される『mitみんなのニュース』のキャスターがナビゲーターとして出演（生放送ではなくバンク映像を使用）。

### ネット局
| 放送対象地域 | 放送局     | 系列   | 放送日時           | 放送開始   | 備考  |
| ------------ | ---------- | ------ | ------------------ | ---------- | ----- |
| 兵庫県       | サンテレビ | 独立協 | 月曜 18:00 - 18:30 | 2022年4月  |       |
| 京都府       | KBS京都    | 独立協 | 日曜 13:00 - 13:30 | 2023年10月 |       |
| 三重県       | 三重テレビ | 独立協 | 月曜 17:00 - 17:30 | 2024年1月  | [ 7 ] |

## 出演者

### リポーター
番組開始以降、地元タレントやラジオパーソナリティを起用していたが、2020年以降は、もっぱらめんこいテレビのアナウンサーが出演している。
現在
- 岩手めんこいテレビアナウンサー

過去
- 村上まゆこ、瓜田華菜子、山本大一、斉藤光子、アンダーエイジ、世梨亜、橋本麗奈、柳咲恵、熊谷彩夏（2019年2月23日 - ）[8]、齊藤夢愛（2019年4月13日 - ）[9]、松井実那子ほか

### ナレーター
- 二階堂芳子（2020年10月 - ）

過去
- 小野寺瑞穂[10]

## スタジオ時代の歴代司会者
いずれも岩手めんこいテレビアナウンサー（当時）。
- 落合昭彦
- 常世晶子→佐藤雪江